# Strandegård
Strandegård er en herregård i Roholte Sogn (Faxe Kommune).
Hovedbygningen var i bindingsværk i 2 stok med 2 sidefløje fra 1660'erne. Hovedbygningen blev delvis nedrevet og nordfløjen ombygget delvis i bindingsværk i et stok 1793. Avlsgården blev nybygget efter en brand i 1892.
Strandegård blev først herregård efter svenskekrigen 1657-60, da kong Frederik 3., som godtgørelse for Bornholm, måtte overdrage den svenske krone 8.500 tdr. hartkorn i Skåne. Oberst Axel Sehested til Stovbygård, som havde giftet sig ind i slægten Thott, der på den tid havde store godser i Skåne, fik gennem sin hustru store godsområder derovre. En del af den erstatningsjord han fik af kongen, var kronens jord i Roholte Sogn, og han fik ret til at oprette en sædegaard. Landsbyen Fiskerhoved var den største by i jordegodset, 11 gårde og en del huse var der, og de blev hurtigt opslugt af den nye hovedgård, som fik navn af sin beliggenhed ud mod Østersøen ved begyndelsen af Feddet.
Den nye hovedgård blev imidlertid ikke opført af Sehested, for han solgte det, som han havde modtaget det, samme år til Københavns borgmester, Hans Pedersen Klein. Denne begyndte at bygge, men døde i 1667, og hans enke Magdalene Mogensdatter gennemførte de sidste byggearbejder, men solgte derpå til handelsmanden Peiter Jensen i Køge, som ejede godset til sin død i 1699 og hans enke Kirsten Ellen Andersdatter derpå til 1707.
Samme år blev hovedgården for de umyndige arvinger solgt ved auktion til oberst, senere generalmajor, Christian Juel til Rosendal. Han døde i 1717, og hans enke, Ane Margrethe Krag, kom i trange kår og solgte i 1731 Strandegård til greve Otto Thott og hans to søstre Dorothea og Anne. Efter Dorotheas død i 1738 købte Otto Thott i 1740 Anne ud. Han blev to år senere gift med Birgitte Charlotte Kruse, som var ejer af nabogodset Lindersvold.
Fiskerhoved by havde 1662 8 gårde, men alene 2 i 1730, og disse blev efter kongelig bevilling nedrevet i 1733, hvorefter deres jorder lagdes under Strandegård.
Ved et testamente bestemte Otto Thott og hustru, at der skulle oprettes et stamhus for hans morbrors sønnesøn, kammerherre Holger Reedtz (senere Reedtz-Thott) til Vorgård. De tre hovedgårde Gavnø, Lindersvold og Strandegårde blev lagt under dette stamhus, der i 1805 (efter Holger Reedtz-Thotts død i 1797) blev ophøjet til baroni. Strandegård var herefter forpagtergård. Blandt forpagterne var Poul Gellerup (1812-38),og Otto Høffding (1875-1910), der var formand for De samvirkende Landboforeninger i Sjællands Stift.
I dag tilhører Strandegård baron Ivan Joachim Victor Reedtz-Thott (født 1959). Strandegård Gods er på 1282 hektar med Fedgård

## Ejere af Strandegård
- (1345-1662) Kronen
- (1662) Axel Sehested
- (1662-1667) Hans Pedersen Klein
- (1667-1671) Enke Fru Magdalene Mogensdatter
- (1671-1681) Jokum Ernst Volcher
- (1681-1683) Axel Sehested
- (1683-1686) Enke Fru Sehested
- (1686-1699) Peiter Jensen
- (1699-1707) Enke Fru Kirsten Ellen Andersdatter
- (1707-1717) Christian Juel
- (1717-1731) Enke Fru Ane Margrethe Krag
- (1731-1738) Otto Tagesen Thott / Dorothea Tagesdatter Thott / Anne Tagesdatter Thott
- (1738-1740) Otto Tagesen Thott / Anne Tagesdatter Thott
- (1740-1785) Otto Tagesen Thott
- (1785-1797) Holger Reedtz-Thott
- (1797-1862) Otto Reedtz-Thott
- (1862-1923) Kjeld Thor Tage Otto Reedtz-Thott
- (1923-1927) Otto Reedtz-Thott
- (1927-1941) Holger Reedtz-Thott
- (1941-1978) Axel Gustav Tage Reedtz-Thott
- (1978-) Ivan Joachim Victor Reedtz-Thott